# 加里代什
加里代什（法語：Garidech，法語發音：[ɡaʁidɛʃ]），法国西南部市镇，位于奥克西塔尼大区上加龙省，隶属于图卢兹区，其市镇面积为7.11平方公里，2022年1月1日时人口数量为1,899人，在法国城市中排名第5,670位。
加里代什位于上加龙省东北部，A68高速公路和多条省道在此交汇。

## 地名来源

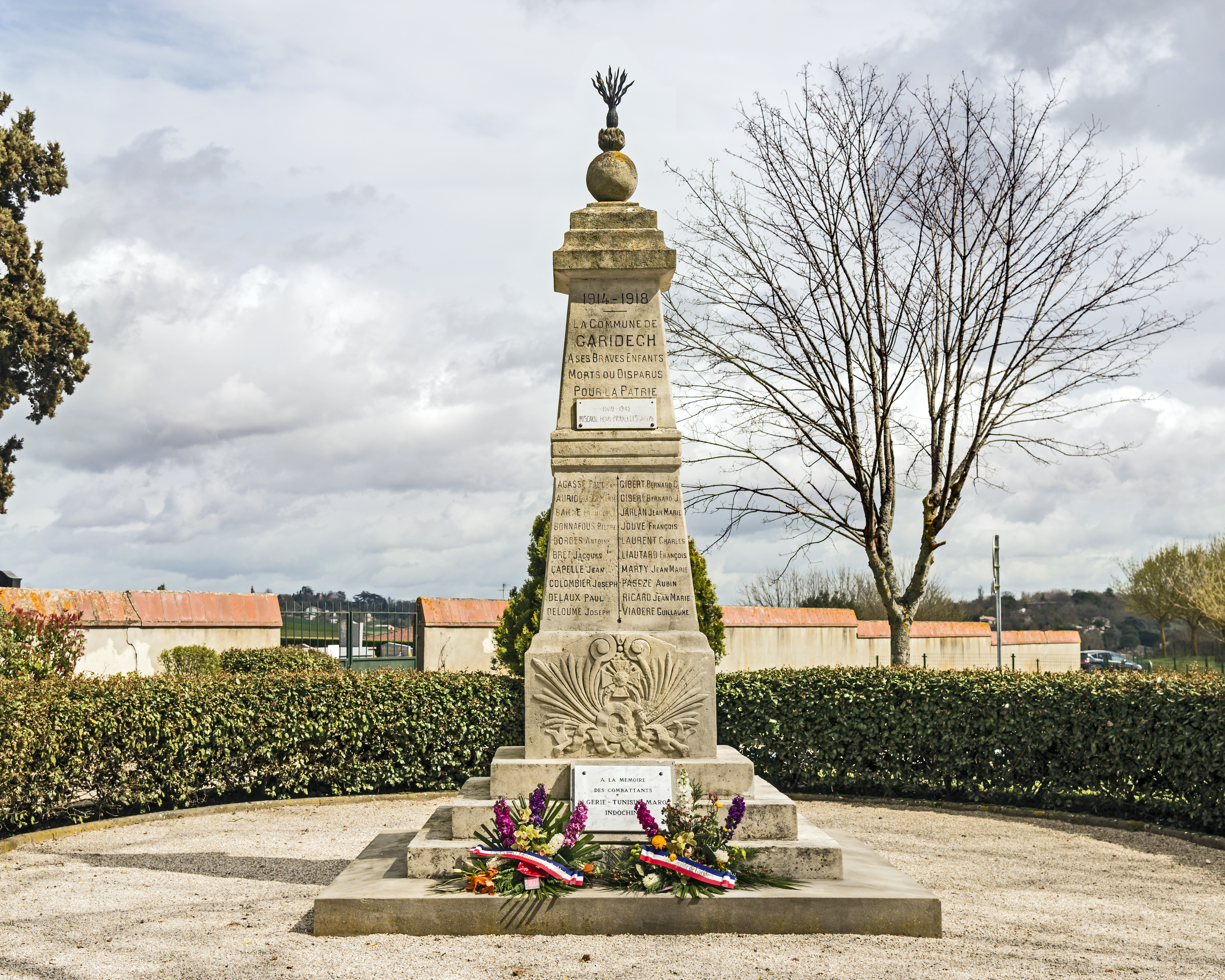
烈士纪念碑

根据当地官方网站的论述，“Garidech”一名由古凯尔特语单词“garric”和奥克语单词“doch”或“duèch”组成，两者分别意为“橡树”和“经过修剪的”。
加里代什所处区域历史上曾通行奥克语，“Garidech”在奥克语维基百科及Openstreetmap中对应的拼写为“Garidèit”。

## 历史
加里代什的早期历史尚不清楚。根据当地市镇公共社区官方网站的论述，加里代什最初于公元1134年被提及。13世纪时，加里代什为圣殿骑士团的一处封地，后被医院骑士团获得。加里代什骑士团任职院筹集的资金曾被用于修缮圣雅各神学院。法国大革命后，加里代什成为上加龙省的一个市镇。自20世纪70年代以来，得益于图卢兹的城市扩张以及高速公路的建成通车，加里代什人口数量逐年增加，其市区南部的土地新建了多处居民建筑。

## 地理

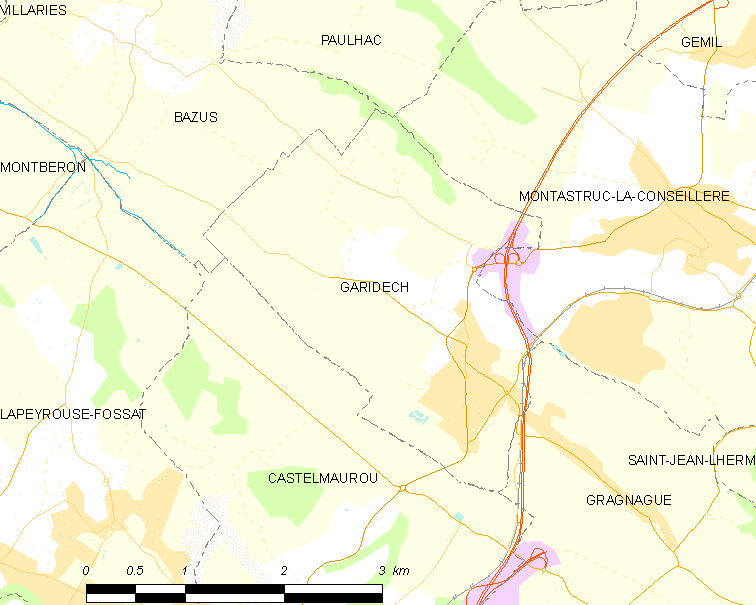
加里代什市镇范围地图

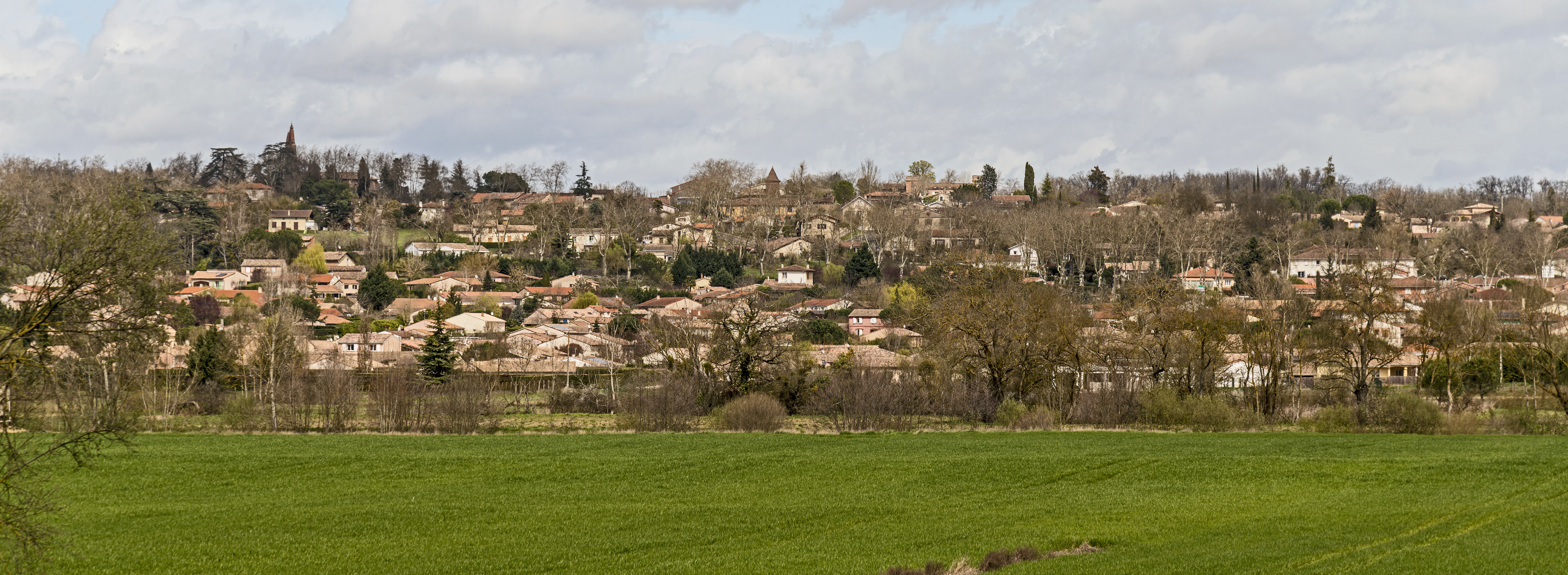
远眺加里代什

加里代什位于法国西南部，奥克西塔尼大区西部和上加龙省东北部，距离省会图卢兹大约26公里。与加里代什接壤的市镇包括：巴聚斯、卡斯泰尔莫鲁、格拉尼亚格、蒙塔斯特吕克-拉孔塞耶尔和波亚克。

### 地形
加里代什位于图卢兹地区、加亚夸和弗龙托奈（Frontonnais）三个传统自然区之间的过渡地带，境内以浅丘为主，市镇整体地势自西南向东北有所抬升，部分区域起伏较为明显，全境海拔在132到214米之间。

### 水文
加里代什位于加龙河流域范围内，日鲁河自东南向西北流经市镇南界，其右岸支流布朗特溪（ruisseau de la Brante）则自北向南流经市镇东界。

### 植被
加里代什属于温带阔叶混交林区，林地多分布于河流附近及坡地地带。
在鲜花城市的评比中，加里代什暂未被评级。

### 气候
加里代什在柯本气候分类法中属于温带海洋性气候（Cfb）。

## 行政区划
加里代什的市镇编号为31212，邮政编号为31380。
在行政管理方面，加里代什隶属于法国奥克西塔尼大区上加龙省图卢兹区；在地方选举方面，加里代什隶属于佩什博尼约县，其市镇范围全境被划入上加龙省第二选区；在社会管理方面，加里代什是莱科托迪日鲁市镇公共社区的组成部分。
截至2024年11月，加里代什市镇范围内暂无任何城市敏感街区及城市政策优先街区。
法国国家统计与经济研究所（简称“INSEE”）在进行数据统计时，将加里代什及相邻的蒙塔斯特吕克-拉孔塞耶尔设为蒙塔斯特吕克-拉孔塞耶尔城市核心区，并将包括核心区在内的周边共452个市镇划为图卢兹城市区。自2020年起，图卢兹城市区被包含527个市镇的图卢兹城市辐射区代替。此外，INSEE还将加里代什市镇整体看作一个“块区”（IRIS），以便于统计人口分布情况。

## 交通

### 公路
A68高速公路经过加里代什市区东侧并设有3号出入口连接市区，此外还有上加龙省省道D45线、D45b线、D70线和D888线在加里代什境内交汇。奥克西塔尼大区公共交通（商业名称为“liO”）下属的城际客运304线、353线和355线经停加里代什，可通往图卢兹、蒙塔斯特吕克-拉孔塞耶尔、塔恩河畔比泽等地。
2021年，93.4%的加里代什家庭拥有至少一辆私人汽车。2022年，加里代什境内共发生各类交通事故1起，造成1人遇难。
| 3 | 1.2 |

| 图卢兹 | 20 |

| 圣叙尔皮斯 | 14 |

| Castelnau-Ed. | 19 |

### 铁路
距离加里代什最近的运营中的客运铁路车站为1.8公里外的位于格拉尼亚格站，该停靠往返于图卢兹和卡尔莫一线的区域列车。

### 航空
加里代什距离图卢兹-布拉尼亚克机场的公路里程大约27公里。

### 城市公共交通
截至2024年11月，加里代什暂无城市公共交通系统。

## 政治

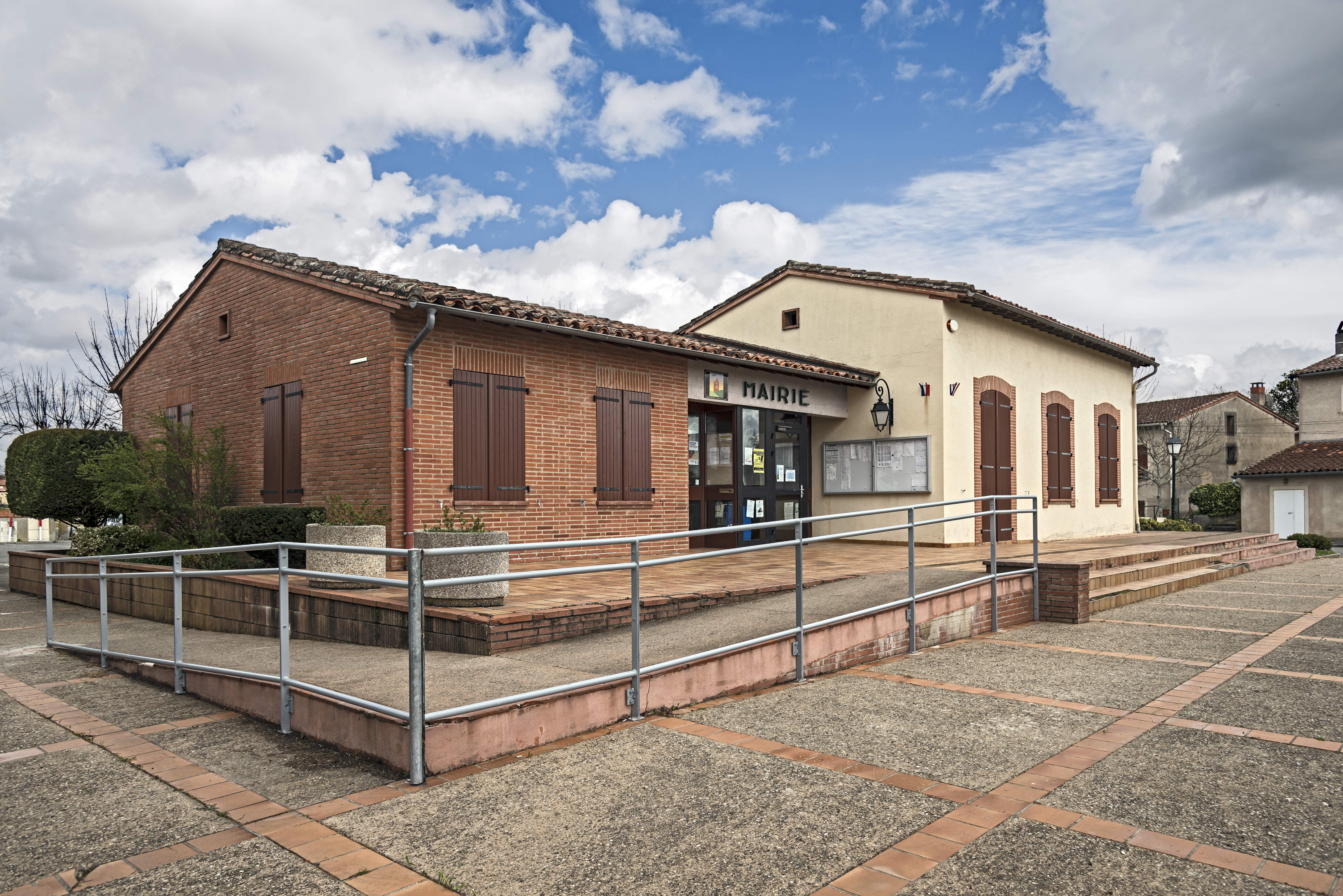
加里代什市政厅

加里代什的现任市长为克里斯蒂安·谢科莱斯先生（Christian CIERCÓLES），他是一名无党派人士，在2020年的市政选举中获得了100.00%的支持率（无其他候选人）。
在2022年的法国总统大选的第二轮选举中，法国第25任总统埃马纽埃尔·马克龙在加里代什获得了59.14%的支持率。

## 人口
2021年，加里代什市镇人口数量为1,909，在法国排名第5,670位。其中男性942人，女性967人，75岁及以上人口占5.6%，外籍人口数量为54人，人口密度为268人/平方公里，当地居民被称为（男性）或（女性）。2022年，加里代什境内出生14人，死亡人口7人。
| 加里代什1901年－2021年人口变化情况 |
|                                    |
| 数据来源：Cassini、INSEE           |

## 经济
截至2024年11月，加里代什市镇范围内共有各类用人单位（包含自雇）400家，平均历史为13年，其中99.08%为中小型企业（PME），2024年9月至11月间，当地的经济活力指数为0。（管网工程）、（污水处理）及（办公设备）是当地2022年已公布营业额最高的三个企业，分别为48,989,109欧元、4,169,438欧元和2,221,047欧元。

## 财政与居民收入
2022年，加里代什的财政收入总额为1,640,460欧元，财政支出总额为1,639,510欧元，当年的债务总额为1,225,450欧元。2022年，加里代什市镇通过增值税获得21,630欧元的收入，此外当地还共获得了22,490欧元的国家直接财政补助。
| 加里代什居民收入情况                             | 加里代什居民收入情况 | 加里代什居民收入情况  | 加里代什居民收入情况 |
| 内容                                             | 加里代什             | 法国                  | 统计年份             |
| ------------------------------------------------ | -------------------- | --------------------- | -------------------- |
| 征税家庭总数                                     | 742                  | 1,081（法国市镇平均） | 2022年               |
| 居民平均月收入                                   | 3,135欧元            | 2,435欧元             | 2022年               |
| 高级职员人均月收入                               | 不详                 | 4,331欧元             | 2021年               |
| 中级职员人均月收入                               | 不详                 | 2,470欧元             | 2021年               |
| 普通职员人均月收入                               | 不详                 | 1,801欧元             | 2021年               |
| 贫困率                                           | 不详                 | 14.5%                 | 2020年               |
| 青壮年（15至64岁）失业率                         | 7.2%                 | 7.4%                  | 2020年               |
| 征税家庭数量占比                                 | 56.5%                | 45.5%                 | 2020年               |
| 家庭年均纳税                                     | 4,495欧元            | 4,393欧元             | 2022年               |
| 资料来源：INSEE、L'Internaute、Le Journal du Net |                      |                       |                      |

## 社会事务

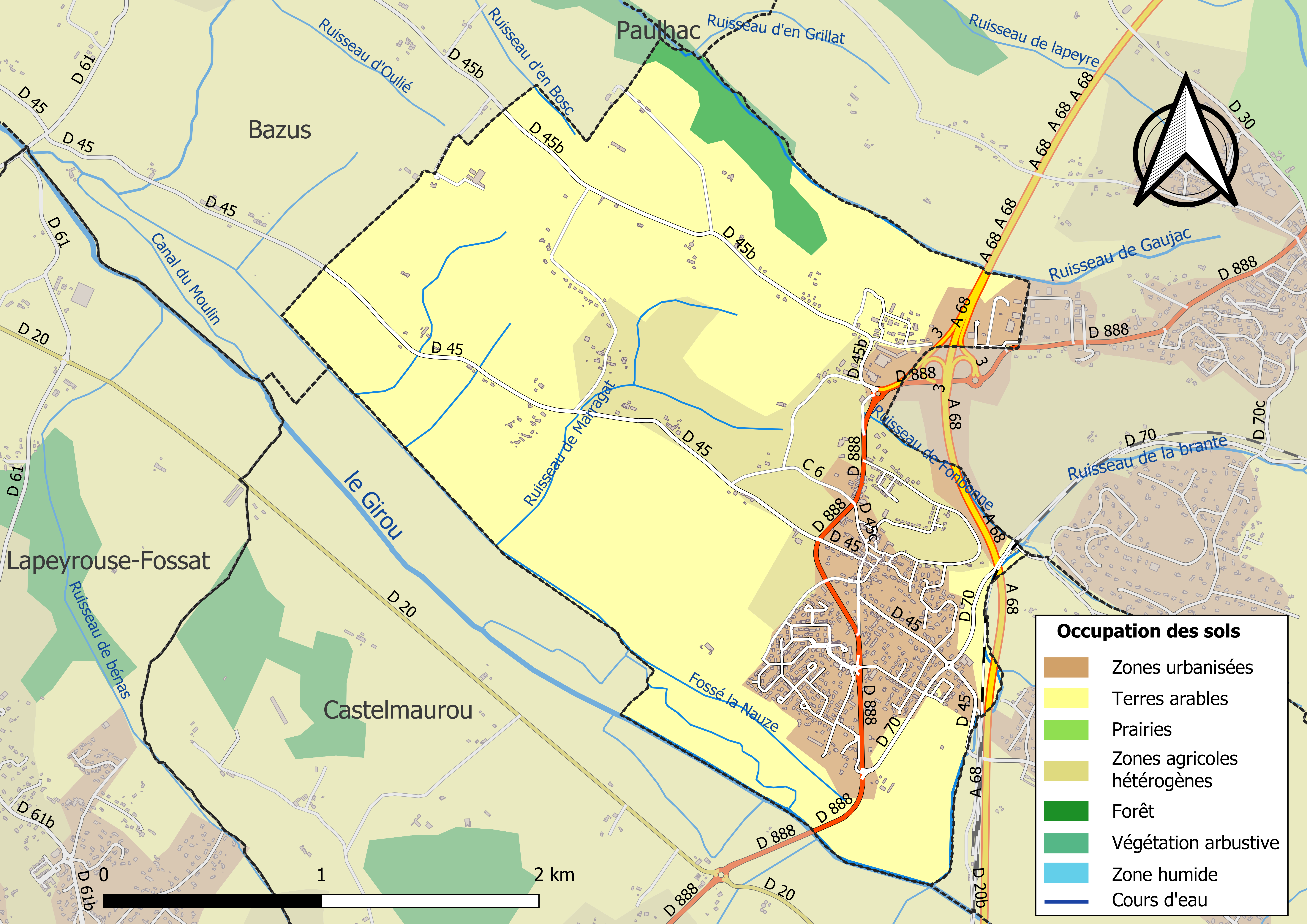
加里代什土地利用情况地图

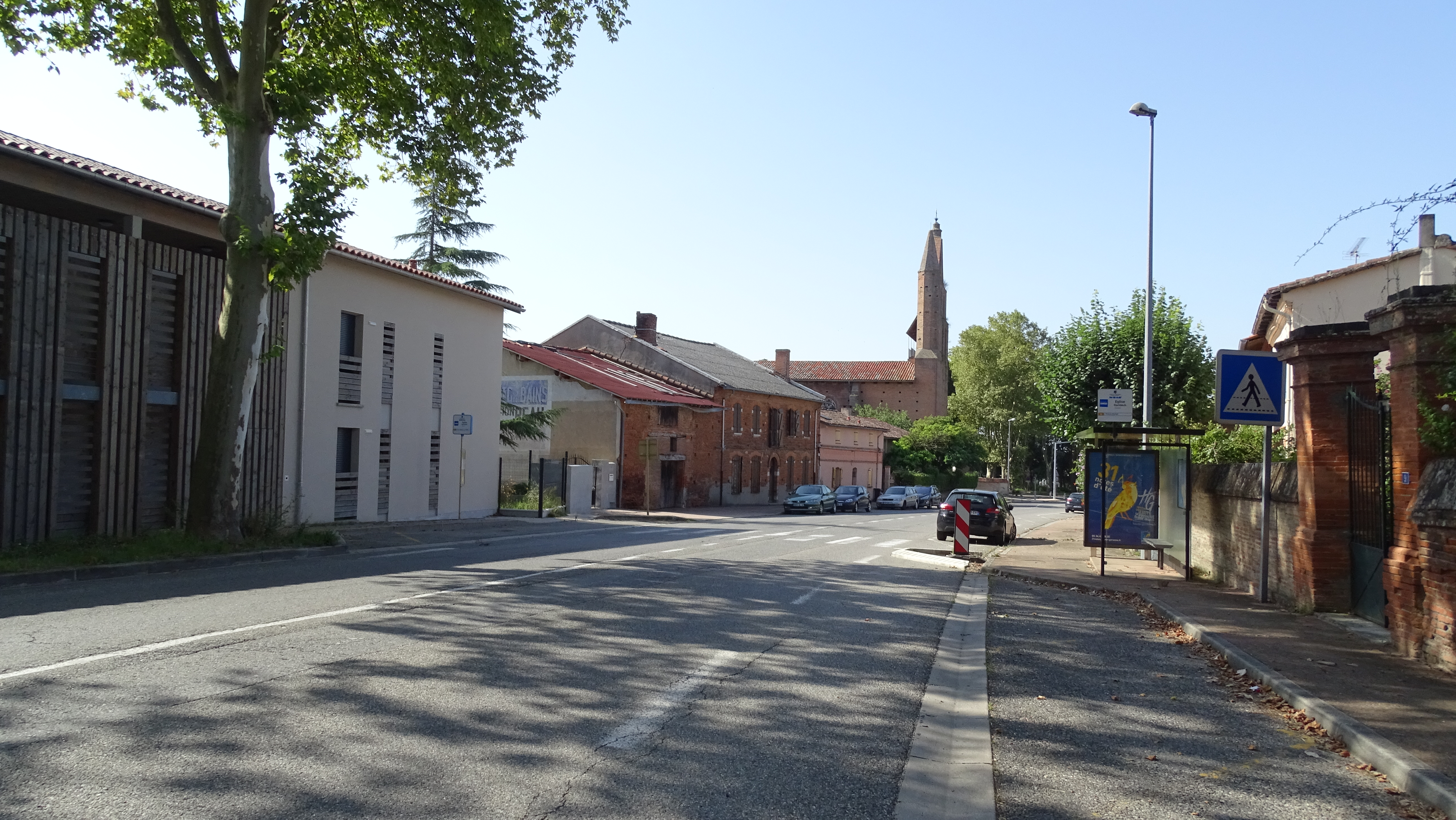
加里代什镇中心

### 教育
加里代什属于图卢兹学区。截至2023年1月1日，加里代什境内共有1所幼儿园和1所小学。

### 医疗
截至2023年1月1日，加里代什境内共有保健师3名、护士1名和药房1家。
距离加里代什最近的区域性医疗机构为图卢兹大学中心医院，其下属的皮尔庞医院位于图卢兹市区西北部，距离加里代什市区的正常车程大约27分钟，该院设有床位888个，是上加龙省规模最大的公立综合性医院。

### 住房
2021年，加里代什境内共有各类住房777套，其中91.5%为独立式住宅，8.4%为集中式住宅。常住房屋占加里代什市镇范围内居民建筑总量的95.8%。
在住房保障政策方面，2023年，加里代什境内共有295户家庭获得了家庭津贴补助，受益人数占总人口数量的15.5%，其中40份为房租补助。

### 商业
2021年，加里代什境内共有各类实体商铺76家，其中餐厅6家、大型超市2家、面包房1家、书店1家、装饰品店1家、美容美发店5家、汽车维修店7家。加里代什镇中心北侧的高速公路口附近建有Intermarché、Gamm Vert、Lidl等超市。

### 体育
2023年，加里代什境内有1处足球或橄榄球场。
截至2024年11月，加里代什境内暂无任何注册足球俱乐部。

### 环境
加里代什的环境事务由其所属的莱科托迪日鲁市镇公共社区联合各级政府协调负责。2021年，加里代什境内暂无污染企业。

### 治安
2023年，加里代什市镇范围内累计记录各类案件31起，其中盗窃类案件13起，人身侵犯类案件6起，毒品交易类案件2起。

## 文化

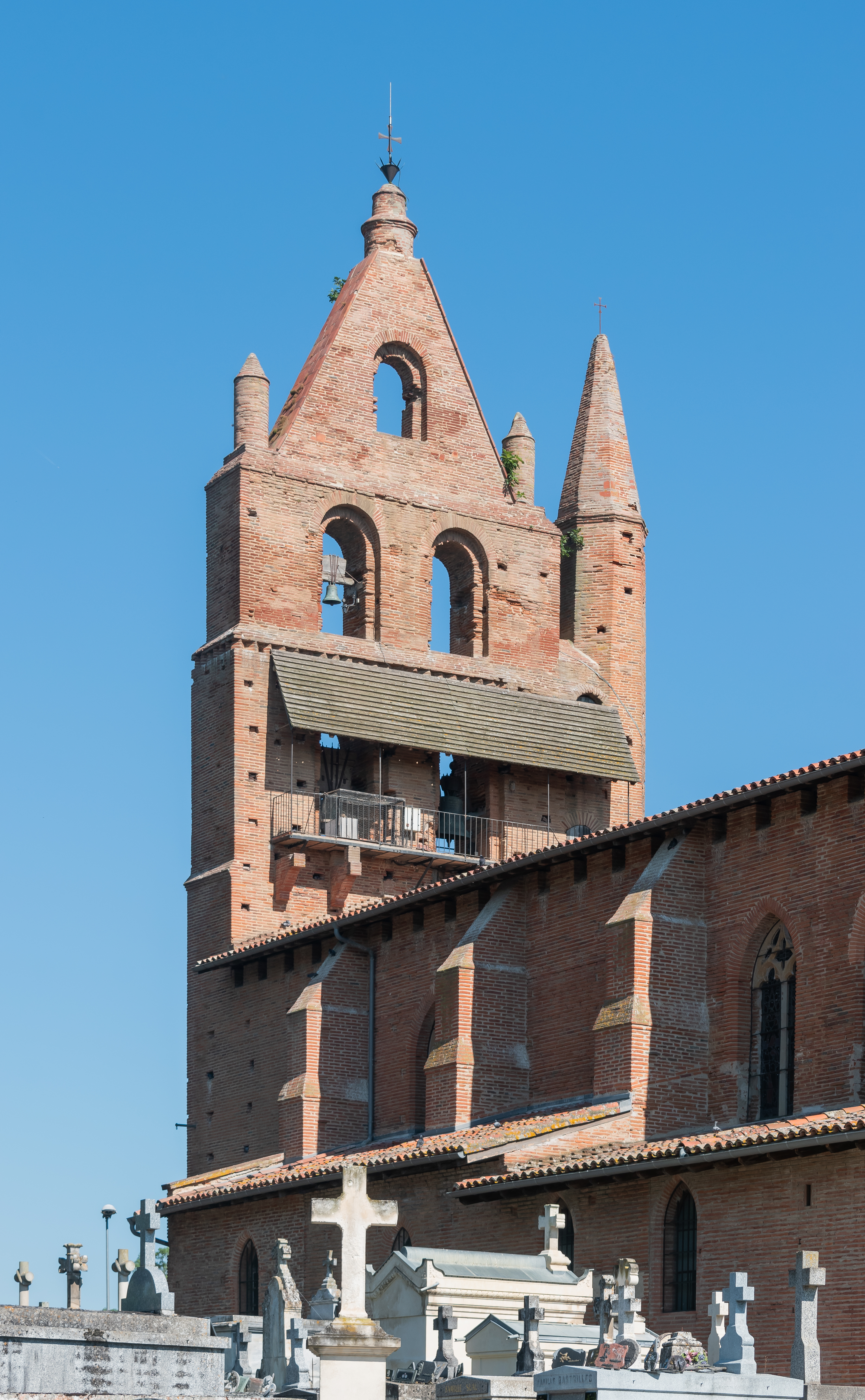
施洗圣约翰教堂

2021年，加里代什境内暂无任何文化设施。加里代什境内建有市政图书馆（Bibliothèque municipale），每周三和六向公众开放。

### 建筑
加里代什境内有多处历史建筑，其中施洗约翰教堂（Église Saint-Jean-Baptiste de Garidech）是当地的地标性建筑物。

### 旅游
加里代什的旅游事务由其所属的莱科托迪日鲁市镇公共社区联合各级政府协调负责。2024年，加里代什境内暂无任何游客接待设施。

### 媒体
法国主要的媒体均可在加里代什接收，法国电视三台下属的奥克西塔尼大区频道在部分时段播出加里代什所在上加龙省的地方新闻。《南法追寻报》、奥克西塔尼电视台、蓝色法兰西奥克西塔尼广播等是当地主要的地方性媒体。

## 友好城市
截至2024年11月，加里代什暂未建立任何友好城市关系。